# Факундо Арана
Факундо Арана (Буенос Аирес, 31. марта 1972) је аргентински глумац.

## Биографија

### Каријера
Факундо Арана је на наговор пријатеља кренуо на курс глуме са 15 година. Убрзо након тога, дијагностикован му је рак. Током 1989. године Арана се борио са злоћудном болешћу и лечио се до 1994. године, када су му лекари пренели срећну вест да се опоравио од Ходкинсонове болести.
Од 1992. Арана се појављивао у малим улогама у аргентинским теленовелама. Поред глуме, Факундо се бавио и музиком, и научио је да свира саксофон. Покушавајући да се запосли у глуми на аргентинској ТВ станици „Телефе“, упознао је уличног музичара са којим се спријатељио, а Факундо је такође провео доста времена свирајући на улицама Буенос Ајреса. 
1995. године напредовао је у глумачкој каријери, када је добио улогу у успешној теленовели „Црни бисер“ (Perla Negra), и тако добио прилику да глуми са популарном аргентинском глумицом Андреом Дел Бока.
После те улоге уследило је још много њих, од којих треба издвојити улоге у тинејџерским теленовелама „Монтана Руса“ и „Чикитас“. 1998. године добија главну улогу, богаташа Иве у својој досад најпознатијој теленовели „Дивљи анђео“ (Muneca Brava) у којој наступа са чувеном уругвајском глумицом и певачицом Наталијом Ореиро . Теленовела је стекла велику славу широм света, а продавана је у преко 100 земаља света. Иако су сви спекулисали о њиховој љубавној вези, ни Наталија ни Факундо нису потврдили или негирали гласине.
Арана је 2001. године снимио свој први филм „Бекство“ (La Fuga), након чега је добио главне улоге у теленовелама „Јаго, љубимац жена“ и „ Отац храброст “. 2006. године са Наталијом је снимио своју другу теленовелу „Зачин живота“ (Sos Mi Vida). Теленовела је емитована до јануара 2007. и доживела је велики успех, како у Аргентини, тако и у другим земљама света. Године 2008. добио је главну улогу у Телефеовој теленовели „ Украдени животи “.

### Приватан живот
Крајем 2007. године процуриле су вести да је Факундова девојка, Марија Сусини, очекивала његово дете. 10. маја 2008. године, Факундо је постао отац. Факундо и његова девојка добили су девојчицу којој су дали име Индија.
У слободно време Факундо ужива у сурфовању, скијању, слободном пењању, вожњи мотором и свирању саксофона.